# Trent Klasna
Trent Klasna (né le 9 décembre 1969 à Lantana) est un coureur cycliste américain. Professionnel de 1994 à 2004, il a été champion des États-Unis du contre-la-montre en 2001 et a remporté l'USA Cycling National Road Calendar la même année, notamment en gagnant la Redlands Bicycle Classic et la Sea Otter Classic. Il a participé aux championnats du monde de cyclisme sur route 1998 avec l'équipe nationale américaine.

## Palmarès
- 1996
  - 2e étape de la Redlands Bicycle Classic

- 1997
  - 2e du First Union Invitational
  - 2e du Herald Sun Tour
  - 3e du Tour de Beauce

- 1998
  - Sea Otter Classic
  - Valley of the Sun Stage Race :
    - Classement général
    - 2e étape

  - 5e étape de la Redlands Bicycle Classic
  - 2e de la Fitchburg Longsjo Classic

- 1999
  - Killington Stage Race :
    - Classement général
    - 1re, 2e et 3e étapes

  - 2e étape du Tour de Toona

- 2000
  - 3e et 5e étapes de la Redlands Bicycle Classic
  - 4e étape de la Solano Bicycle Classic
  - First Union Invitational
  - 2e de la Nevada City Classic
  - 3e de l'Athens Twilight Criterium
  - 3e de la Redlands Bicycle Classic

- 2001
  -  Champion des États-Unis du contre-la-montre
  - USA Cycling National Road Calendar
  - Redlands Bicycle Classic :
    - Classement général
    - 4e étape

  - Sea Otter Classic
  - 6eb étape du Tour de Beauce
  - 2e de l'Athens Twilight Criterium
  - 2e du championnat des États-Unis sur route
  - 3e de la Solano Bicycle Classic
  - 3e du First Union Invitational
  - 3e du Grand Prix de San Francisco

- 2003
  - Nature Valley Grand Prix :
    - Classement général
    - 5e étape

  - 3e de la Cat's Hill Classic

- 2004
  - 1re étape de la Sea Otter Classic